# La morte va a braccetto con le vergini
La morte va a braccetto con le vergini (Countess Dracula) è un film horror del 1971 diretto da Peter Sasdy e prodotto dalla casa inglese Hammer Film Productions.

## Trama
Il film si ispira al personaggio storico di Erzsébet Báthory e trae spunto dalla biografia romanzata Erzsébet Báthory la Comtesse sanglante, pubblicata nel 1962 da Valentine Penrose; non ha nulla a che vedere con Dracula, nonostante il titolo originale sia Countess Dracula, metafora utilizzata per indicare il sadismo sanguinario della contessa Bathory (che non fu parente di Vlad III di Valacchia, personaggio che ispirò il mito di Dracula, in quanto di discendenza magiara e non romena come quest'ultimo).
La contessa Elisabeth, vedova di mezza età, era stata una bella donna e non accetta di invecchiare.
Un giorno, in preda a un raptus di rabbia, colpendo una cameriera, il sangue della ragazza schizza sul suo viso rendendolo giovane, morbido e setoso. Da allora la sanguinaria contessa si spaccia per la sua stessa figlia ma ha bisogno continuamente del sangue di donne vergini per mantenere le sembianze giovanili.